# Apyretinini
Apyretinini Simon, 1895 è una tribù di ragni appartenente alla famiglia Thomisidae.

## Distribuzione
I cinque generi oggi noti di questa tribù sono diffusi in Asia orientale (Zametopina), sudorientale (Nyctimus e Zametopias) e Africa meridionale (Zametopias del Sudafrica e Apyretina e Lampertia del Madagascar).

## Tassonomia
A dicembre 2013, gli aracnologi riconoscono 5 generi appartenenti a questa tribù:
- Apyretina Strand, 1929 - Madagascar
- Lampertia Strand, 1907 - Madagascar
- Nyctimus Thorell, 1877 - Sumatra, Celebes
- Zametopias Thorell, 1892 - Sumatra, Sudafrica
- Zametopina Simon, 1909 - Vietnam, Cina